# Specie di Abies
Elenco delle Specie di Abies:
- Abies alba Mill. - Abete bianco
- Abies amabilis (Douglas ex Loudon) J.Forbes - Abete amabile
- Abies balsamea (L.) Mill. - Abete balsamico
  - Abies balsamea var. phanerolepis Fernald - Abete di Canaan
- Abies beshanzuensis M.H.Wu - Abete di Baishanzu
- Abies × borisii-regis Mattf. - Abete bulgaro
- Abies bracteata (D.Don) Poit. - Abete di Santa Lucia
- Abies cephalonica Loudon - Abete di Cefalonia
- Abies chensiensis Tiegh. - Abete di Shensi
  - Abies chensiensis var. ernestii (Rehder) Tang S.Liu
  - Abies chensiensis var. salouenensis (Bordères & Gaussen) Silba
  - Abies chensiensis var. yulongxueshanensis (Rushforth) Silba
- Abies cilicica (Antoine & Kotschy) Carrière - Abete della Cilicia
- Abies concolor (Gordon) Lindl. ex Hildebr. - Abete bianco del Colorado
- Abies delavayi Franch. - Abete di Delavay
  - Abies delavayi subsp. fansipanensis (Q.P.Xiang, L.K.Fu & Nan Li) Rushforth
  - Abies delavayi var. motuoensis W.C.Cheng & L.K.Fu
  - Abies delavayi var. nukiangensis (W.C.Cheng & L.K.Fu) Farjon & Silba
- Abies densa Griff. - Abete del Bhutan
- Abies durangensis Martínez - Abete del Durango
  - Abies durangensis var. coahuilensis I.M.Johnst.) Martínez
- Abies fabri (Mast.) Craib - Abete di Faber
  - Abies fabri subsp. minensis (Bordères & Gaussen) Rushforth
- Abies fanjingshanensis W.L.Huang, Y.L.Tu & S.Z.Fang - Abete del Fanjingshan
- Abies fargesii Franch. - Abete di Farges
  - Abies fargesii var. faxoniana (Rehder & E.H.Wilson) Tang S.Liu
  - Abies fargesii var. sutchuensis Franch.
- Abies firma Siebold & Zucc. - Abete giapponese
- Abies flinckii Rushforth - Abete messicano
- Abies forrestii Coltm.-Rog. - Abete di Forrest
  - Abies forrestii var. ferreana (Bordères & Gaussen) Farjon & Silba
  - Abies forrestii var. georgei (Orr) Farjon
  - Abies forrestii var. smithii R.Vig. & Gaussen
- Abies fraseri (Pursh) Poir. - Abete di Fraser
- Abies grandis (Douglas ex D.Don) Lindl. - Abete bianco americano
- Abies guatemalensis Rehder - Abete del Guatemala
- Abies hickelii Flous & Gaussen - Abete di Hickel
  - Abies hickelii var. macrocarpa Martìnez
- Abies hidalgensis Debreczy, I.Rácz & Guízar
- Abies holophylla Maxim. - Abete di Manciuria
- Abies homolepis Siebold & Zucc. - Abete di Nikko
  - Abies homolepis var. umbellata (Mayr) E.H.Wilson
- Abies jaliscana (Martínez) Mantilla, Shalisko & A.Vázquez
- Abies kawakamii (Hayata) Ito - Abete di Taiwan
- Abies koreana E.H.Wilson - Abete coreano
- Abies lasiocarpa (Hook.) Nutt. - Abete delle rocce
  - Abies lasiocarpa var. arizonica (Merriam) Lemmon
- Abies magnifica A.Murray bis - Abete rosso della California
  - Abies magnifica var. shastensis Lemmon
  - Abies magnifica var. critchfieldii Lanner
- Abies mariesii Mast. - Abete di Maries
- Abies nebrodensis (Lojac.) Mattei - Abete siciliano, abete dei Nebrodi
- Abies nephrolepis (Trautv. ex Maxim.) Maxim. - Abete di Khinghan
- Abies nordmanniana (Steven) Spach - Abete del Caucaso
  - Abies nordmanniana subsp. equi-trojani
- Abies numidica de Lannoy ex Carrière - Abete numidico
- Abies pindrow (Royle ex D.Don) Royle - Abete di Pindrow
  - Abies pindrow var. brevifolia Dallim. & A.B.Jacks.
- Abies pinsapo Boiss. - Abete spagnolo
  - Abies pinsapo supsp. marocana (Trab.) Emb. & Maire - Abete del Marocco
- Abies procera Rehder - Abete nobile
- Abies recurvata Mast. - Abete di Min
- Abies religiosa (Kunth) Schltdl. & Cham. - Abete sacro
  - Abies religiosa subsp. mexicana (Martínez) Strandby, K.I.Chr. & M.Sørensen
- Abies sachalinensis (F.Schmidt) Mast. - Abete di Sakhalin
  - Abies sachalinensis var. gracilis (Kom.) Farjon
  - Abies sachalinensis var. mayriana Miyabe & Kudô
  - Abies sachalinensis var. nemorensis Mayr
- Abies sibirica Ledeb. - Abete siberiano
  - Abies sibirica subsp. semenovii (B.Fedtsch.) Farjon
- Abies spectabilis (D.Don) Mirb. - Abete dell'Himalaya orientale
- Abies squamata Mast. - Abete fioccato
- Abies veitchii Lindl. - Abete di Veitch
  - Abies veitchii var. sikokiana (Nakai) Kusaka
- Abies vejarii Martínez - Abete di Vejar
  - Abies vejarii var. macrocarpa Martínez
- Abies yuanbaoshanensis Y.J.Lu & L.K.Fu - Abete dell'Yuanbaoshan
- Abies ziyuanensis L.K.Fu & S.L.Mo - Abete dello Ziyuan